# ムリゼンゴ
ムリゼンゴ（伊: Murisengo）は、イタリア共和国ピエモンテ州アレッサンドリア県にある、人口約1,300人の基礎自治体（コムーネ）。

## 地理

### 位置・広がり
| 隣接するコムーネは以下の通り。括弧内のATはアスティ県所属を示す。 - モンティーリオ・モンフェッラート (AT) - オダレンゴ・グランデ - ロベッラ (AT) - ヴィッラデアーティ |

### 地震分類
イタリアの地震リスク階級 (it) では、4 に分類される
。

## 行政

### 分離集落
ムリゼンゴには、以下の分離集落（フラツィオーネ）がある。
- Bricco, Case Battia, Corteranzo, Gallo, San Candido, Sorina